# Vía Severiana
La vía Severiana era una antigua calzada romana en la parte central de Italia que iba desde Latium hasta Campania (actual Lacio). La vía iba en dirección sureste por la costa desde Ostia hasta Terracina, una distancia de unas 80 millas romanas (aproximadamente 118 kilómetros).
El nombre de la vía proviene del nombre del emperador Septimio Severo que durante su reinado en 198 d. C. se restauraron varias calzadas ya existentes.

## Itinerario
Cuando se construyó la vía Severiana recorría a lo largo de la orilla de la costa o incluso a su borde (hay una inscripción que registra que tramos de la vía sufrían daños de las olas).  En un principio la vía se encontraba justo detrás de la línea de villas al frente del mar, pero ahora estas están ubicadas a un kilómetro de la costa.
Más abajo en dirección sureste, la vía parece haberse construido mucho más alejada de la orilla del agua y probablemente su trayecto se quedaba dentro de las lagunas bajo el Monte Circeo. La vía conectaba a las ciudades de Portus (el punto de partida), Ostia, Laurentum, Lavinio, Antium (actual Anzio y Nettuno), Astura (actual Torre Astura) y finalmente Tarracina.

## Estado actual
A pesar de que los restos de la vía Severiana son escasos,  hay rastros de al menos un puente romano a lo largo de la calzada, al cruzar el río Numicus ubicado a unos dos kilómetros al sureste de Ostia.